# Zapadni tano jezici
Zapadni tano jezici, malena skupina od (2) nigersko-kongoanska jezika iz Obale Slonovače. Predastavnici su joj abure ili abonwa (akaplass) [abu], s 55.100 govornika (1993 SIL) i beti ili eotile [eot], koji govori svega 200 ljudi (1999 R. Blench) u selima Vitre I i Vitre II.
zapadni tano jezici zajedno s jezikom krobu [kxb] i skupinama guang i centralnim tano jezicima čini širu skupinu tano.

## Vanjske poveznice
- Ethnologue (14th)
- Ethnologue (15th)